# Frank Romero
Pour les articles homonymes, voir Romero et Berrocal (homonymie).
Frank Romero (ロメロ・フランク, Romero Frank), né Frank Lark Romero Berrocal, est un footballeur japonais d'origine péruvienne, né le 19 août 1987 à Lima. Il évolue au poste de milieu de terrain.

## Biographie
Frank Romero s'installe au Japon avec sa famille à l'âge de 13 ans. Il fait ses débuts professionnels au sein du Mito HollyHock en J2 League, avant de jouer pour le Montedio Yamagata, avec lequel il atteint la finale de la Coupe du Japon en 2014. Il inscrit un but lors de la finale perdue (1-3) contre le Gamba Osaka.
Il renonce à sa nationalité péruvienne pour mieux se concentrer sur sa carrière dans le football japonais. Il évolue notamment à l'Albirex Niigata, une première fois entre 2016 et 2018, puis une deuxième fois de 2020 à 2021.

## Palmarès
Montedio Yamagata
- Coupe du Japon :
  - Finaliste : 2014.